# Bellwood (Nebraska)
Bellwood és una població dels Estats Units a l'estat de Nebraska. Segons el cens del 2000 tenia 446 habitants.

## Demografia
Segons el cens de l'any 2000, Bellwood tenia 446 habitants, 185 habitatges, i 120 famílies. La densitat de població era de 717,5 habitants per km².
Dels 185 habitatges en un 29,2% hi vivien nens de menys de 18 anys, en un 57,8% hi vivien parelles casades, en un 7% dones solteres, i en un 35,1% no eren unitats familiars. En el 31,9% dels habitatges hi vivien persones soles el 15,1% de les quals corresponia a persones de 65 anys o més que vivien soles. El nombre mitjà de persones vivint en cada habitatge era de 2,41 i el nombre mitjà de persones que vivien en cada família era de 3,11.
Per edats la població es repartia de la següent manera: un 26,2% tenia menys de 18 anys, un 9,2% entre 18 i 24, un 25,6% entre 25 i 44, un 22,9% de 45 a 60 i un 16,1% 65 anys o més.
La mitjana d'edat era de 36 anys. Per cada 100 dones de 18 o més anys hi havia 101,8 homes.
La renda mitja per habitatge era de 33.750 $ i la renda mitjana per família de 39.286 $. Els homes tenien una renda mitjana de 28.281 $ mentre que les dones 21.125 $. La renda per capita de la població era de 14.342 $. Aproximadament l'1,6% de les famílies i el 5,4% de la població estaven per davall del llindar de pobresa.

## Poblacions més properes
El següent diagrama mostra les poblacions més properes.